# Козловка (Гур'євський міський округ)
Козловка (рос. Козловка) — селище Гур'євського міського округу, Калінінградської області Росії. Входить до складу Луговського сільського поселення.
Населення — 113 осіб (2015 рік).

## Населення
| 2002 | 2010 |
| ---- | ---- |
| 157  | ↘113 |